# Miss Bumbum Brasil
Miss Bumbum Brasil é um concurso de beleza que, tal como o nome sugere, é focado na eleição do mais belo bumbum do Brasil. O concurso tem como ponto de partida a disputa entre 27 participantes pré-selecionadas, cada uma representando um estado brasileiro. Criado pelo jornalista e empresário Cacau Oliver, as participantes podem ter realizado cirurgias estéticas em qualquer parte do corpo, à exceção das nádegas. A ideia do concurso surgiu inspirada no "Show Me Your Sloggi", que acontece na França e, devido ao sucesso do concurso criado por ele, Cacau chegou a ser rotulado como "gênio criador de subcelebridades" e "demiurgo pop", capaz de catapultar à fama, da noite para o dia, pessoas até então desconhecidas como Andressa Urach. Em junho de 2013, no entanto, a jornalista inglesa Daisy Donovan afirmou que o concurso degrada e trata as mulheres como meros objetos. Foi anunciado que em 2018 seria realizada a última edição do concurso. Em 2021 o concurso volta com uma nova edição.

## Vencedoras
| Lista de vencedoras do Miss Bumbum Brasil | Lista de vencedoras do Miss Bumbum Brasil |
| ----------------------------------------- | ----------------------------------------- |
| 2011                                      | Rosana Ferreira                           |
| 2012                                      | Carine Felizardo                          |
| 2013                                      | Dai Macedo                                |
| 2014                                      | Indianara Carvalho                        |
| 2015                                      | Suzy Cortez                               |
| 2016                                      | Erika Canela                              |
| 2017                                      | Rosie Oliveira                            |
| 2018                                      | Ellen Santana                             |
| 2021                                      | Lunna LeBlanc                             |
| 2022                                      | Carolina Lekker                           |
| 2023                                      | Larissa Sumpani                           |
| 2024                                      | Bruna Dias                                |

## Edições

### 2011
- Das 27 candidatas que iniciaram a disputa, 15 foram selecionadas para a segunda fase através de voto popular no site oficial do concurso. Por conta disso, as cinco primeiras colocadas acumularam pontos:

1. Eliana Pasking = 5 pontos.
2. Elisangela Ferreira = 4 pontos.
3. Carina Santos = 3 pontos.
4. Mariana Freitas = 2 pontos.
5. Carla Mattos = 1 ponto.

- Caroline Sica, representante de Pernambuco que foi a 15ª mais votada, não compareceu à segunda fase e foi desclassificada.
- As outras 14 misses se exibiram pela preferência dos jurados, que avaliaram:

1. Estética no desfile, em traje de banho.
2. Elegância no desfile, em traje de gala.
3. Graciosidade durante toda a participação no evento.

- Rosana Ferreira foi a vencedora e recebeu 5 mil reais, além do título de Miss Bumbum 2011.
- Graciella Carvalho ficou em 2º lugar e recebeu 3 mil reais, além do título de Vice Miss Bumbum 2011.
- Mariana Freitas ficou em 3º lugar e recebeu 2 mil reais.
- Núbia Oliver foi a mestre de cerimônias.
- O júri foi formado por 10 integrantes, entre eles: Ralph Santos (Miss Universo 2011), Lorena Bueri (ex-Miss Beleza Brasil), Sabrina Boing Boing e Cátia Paganote.

| Participante        | Idade | Signo       | Estado              | Finalistas (Top 15) |
| ------------------- | ----- | ----------- | ------------------- | ------------------- |
| Eliana Pasking      | 27    | Áries       | Pará                | (01)                |
| Elisangela Ferreira | 31    | Capricórnio | Amapá               | (02)                |
| Carina Santos       | 24    | Peixes      | Minas Gerais        | (03)                |
| Mariana Freitas     | 21    | Peixes      | Acre                | (04)                |
| Carla Mattos        | 24    | Capricórnio | Distrito Federal    | (05)                |
| Nuelle Cemira       | 22    | Sagitário   | Rio de Janeiro      | (06)                |
| Jéssica Lopes       | 27    | Câncer      | Paraíba             | (07)                |
| Graciella Carvalho  | 26    | Escorpião   | Maranhão            | (08)                |
| Andressa Urach      | 24    | Libra       | Rio Grande do Sul   | (09)                |
| Rosana Ferreira     | 25    | Virgem      | Ceará               | (10)                |
| Gabriela Levinnt    | 23    | Virgem      | Paraná              | (11)                |
| Thalita Becker      | 25    | Escorpião   | Mato Grosso do Sul  | (12)                |
| Priscila Santtana   | 26    | Virgem      | Bahia               | (13)                |
| Renata Monteiro     | 21    | Virgem      | Piauí               | (14)                |
| Caroline Sica       | 26    | Capricórnio | Pernambuco          | (15)                |
| Juliana Carvalho    | 25    | Leão        | Alagoas             | Não                 |
| Carla Sousa         | 27    | Leão        | Amazonas            | Não                 |
| Tatiane Ferreira    | 26    | Virgem      | Espírito Santo      | Não                 |
| Lucilene Caetano    | 27    | Gêmeos      | Goiás               | Não                 |
| Patricia Sarquis    | 23    | Peixes      | Mato Grosso         | Não                 |
| Munissa Cordaro     | 25    | Touro       | Rio Grande do Norte | Não                 |
| Fabíola Mariana     | 23    | Touro       | Rondônia            | Não                 |
| Babi Muniz          | 21    | Touro       | Roraima             | Não                 |
| Fabíola Grochoski   | 22    | Peixes      | Santa Catarina      | Não                 |
| Ana Paula Minerato  | 20    | Gêmeos      | São Paulo           | Não                 |
| Fabiola de Oliveira | 24    | Capricórnio | Sergipe             | Não                 |
| Camila da Silva     | 25    | Escorpião   | Tocantins           | Não                 |

### 2012
- Das 27 candidatas que iniciaram a disputa, 15 foram selecionadas para a segunda fase através de voto popular no site oficial do concurso. Por conta disso, as cinco primeiras colocadas acumularam pontos:

1. Aline Bernardes = 5 pontos.
2. Andressa Urach = 4 pontos.
3. Laura Keller = 3 pontos.
4. Camila Vernaglia = 2 pontos.
5. Ana Julia Pereira = 1 ponto.

- A candidata Isis Gomes, do Rio Grande do Sul, chegou a ser a mais votada pelo público, mas foi desclassificada. Além de preferir participar do reality show Fazenda de Verão, declarou que injetou substâncias que deixam o bumbum maior e mais redondinho (o que vai contra as regras do concurso). Nuely Alves, do Mato Grosso do Sul, também desistiu do concurso para participar do programa.
- As 15 misses se exibiram pela preferência dos jurados, que avaliaram:

1. Estética no desfile, em traje de banho.
2. Elegância no desfile, em traje de gala.
3. Graciosidade durante toda a participação no evento.

- Carine Felizardo foi a vencedora e além do título de Miss Bumbum 2012, recebeu 5 mil reais e um contrato para ser a capa da Revista Sexy de janeiro de 2013.
- Andressa Urach ficou em 2º lugar e recebeu 3 mil reais, além do título de Vice Miss Bumbum 2012.
- Camila Vernaglia ficou em 3º lugar e recebeu 2 mil reais.
- A edição deste ano do concurso estreou o prêmio Miss Bumbum Simpatia, eleito pelas próprias finalistas. A vencedora foi Laura Keller.
- O júri foi formado por 10 integrantes, entre eles: Rosana Ferreira (Miss Bumbum 2011), Graciella Carvalho (Vice Miss Bumbum 2011), Dani Sperle (apresentadora do Malícia) e Lorena Bueri (Gata do Paulistão 2012). Diretores de televisão, cirurgiões plásticos e a editora da Revista Sexy também estavam no júri.

| Participante        | Idade | Signo       | Profissão                         | Estado              | Finalistas (Top 15) |
| ------------------- | ----- | ----------- | --------------------------------- | ------------------- | ------------------- |
| Aline Bernardes     | 25    | Sagitário   | Modelo                            | Mato Grosso         | (01)                |
| Andressa Urach      | 24    | Libra       | Modelo                            | Santa Catarina      | (02)                |
| Laura Keller        | 25    | Touro       | Modelo                            | Paraná              | (03)                |
| Camila Vernaglia    | 21    | Gêmeos      | Bailarina                         | São Paulo           | (04)                |
| Ana Julia Pereira   | 25    | Câncer      | Secretária                        | Minas Gerais        | (05)                |
| Cibelle Ribeiro     | 27    | Gêmeos      | Comissária                        | Ceará               | (06)                |
| Cris Andrade        | 25    | Câncer      | Estudante                         | Rio Grande do Norte | (07)                |
| Priscila Freitas    | 26    | Virgem      | Modelo Fitness                    | Rio de Janeiro      | (08)                |
| Ana Paula Benevides | 28    | Virgem      | Modelo                            | Pernambuco          | (09)                |
| Carine Felizardo    | 25    | Peixes      | Modelo                            | Pará                | (10)                |
| Rafaela Ravena      | 19    | Virgem      | Modelo                            | Distrito Federal    | (11)                |
| Katiuska Glesse     | 30    | Gêmeos      | DJ e modelo                       | Alagoas             | (12)                |
| Samantha Siára      | 21    | Áries       | Modelo                            | Sergipe             | (13)                |
| Jéssica Lopes       | 27    | Câncer      | Matemática e modelo               | Paraíba             | (14)                |
| Ludmila Lopez       | 25    | Câncer      | Atriz                             | Goiás               | (15)                |
| Grasiela Amorim     | 28    | Gêmeos      | Modelos Fitness                   | Acre                | Não                 |
| Ana Melo            | 32    | Leão        | Ring-girl, modelista e empresária | Amapá               | Não                 |
| Eliana Roche        | 24    | Peixes      | Modelo                            | Amazonas            | Não                 |
| Amanda Sampaio      | 29    | Gêmeos      | Dançarina                         | Bahia               | Não                 |
| Amanda Vieira       | 25    | Sagitário   | Atriz                             | Espírito Santo      | Não                 |
| Gisele Soares       | 20    | Capricórnio | Auxiliar Administrativo           | Maranhão            | Não                 |
| Nuely Alves         | 23    | Sagitário   | Modelo                            | Mato Grosso do Sul  | Não                 |
| Marianne Ranieri    | 27    | Gêmeos      | Atriz                             | Piauí               | Não                 |
| Isis Gomes          | 27    | Virgem      | Modelo                            | Rio Grande do Sul   | Não                 |
| Suelen Mercês       | 27    | Aquário     | Assistente da casa civil          | Rondônia            | Não                 |
| Tamara Oliveira     | 23    | Gêmeos      | Personal Trainer                  | Roraima             | Não                 |
| Luz Muniz           | 28    | Virgem      | Modelo                            | Tocantins           | Não                 |

### 2013
A vencedora da edição 2013 do Miss Bumbum Brasil foi Dai Macedo, representante do estado de Goiás. De acordo com o International Business Times, as modelos Mari Sousa, 25, e Eliana Amaral, 24, foram acusadas de terem pago o equivalente a milhares de dólares para os juízes da competição.
- Acre - Lana Santos
- Alagoas - Thainá Alves
- Amapá - Rafaela Carotenuto
- Amazonas - Delani Rissi
- Bahia - Cida Alves
- Ceará - Sheila Mell
- Distrito Federal - Juliana Guerin
- Espírito Santo - Fernanda Lemes
- Goiás - Daiane Macedo
- Maranhão - Janaína Bueno
- Mato Grosso - Christiane Guimma
- Mato Grosso do Sul - Aline Bernardes
- Minas Gerais - Gaby Souza
- Pará - Jéssica Amaral
- Paraíba - Cristiane Duarte
- Paraná - Luanda Fraga
- Pernambuco - Eliana Amaral
- Piauí - Andrea do Valle
- Rio de Janeiro - Paloma Gomes
- Rio Grande do Norte - Poliana Lopes
- Rio Grande do Sul - Mari Sousa
- Rondônia - Renata Pinheiro
- Roraima - Ellen Santana
- Santa Catarina - Lizy Sampaio
- São Paulo - Patricia Sarquis
- Sergipe - Cris Lopes
- Tocantins - Celyna Marks

### 2014
A vencedora da edição 2014 do Miss Bumbum Brasil foi Indianara Carvalho, representante do estado de Santa Catarina.
- Acre - Graziella Fornazieri
- Alagoas - Rafaella Fornazieri
- Amapá - Ana Paula Souza
- Amazonas - Tamirys Martins
- Bahia - Iara Muniz
- Ceará - Renata Alves
- Distrito Federal - Ana Paula Souza
- Espírito Santo - Ana Paula Costa
- Goiás - Ana Flávia Magalhães
- Maranhão - Lucinane Sanches
- Mato Grosso - Patricía Oliveira
- Mato Grosso do Sul - Vanussa Hoppe
- Minas Gerais - Vivian Cristinelli
- Pará - Juliana Bittencortt
- Paraíba - Thaynara Ferreira
- Paraná - Cláudia Alende
- Pernambuco - Jaqueline Veloso
- Piauí - Karine Gaglianoni
- Rio de Janeiro - Bruna Valentim
- Rio Grande do Norte - Nathalia Matos
- Rio Grande do Sul - Clau Dullios
- Rondônia - Rebeka Francys
- Roraima - Laís Fernandes
- Santa Catarina - Indianara Carvalho
- São Paulo - Gisa Gomes
- Sergipe - Paola Araújo
- Tocantins - Michelle Docio

### 2015
A vencedora da edição 2015 do Miss Bumbum Brasil foi Suzy Cortez, representante do estado do Distrito Federal.
- Acre - Diana Ferreira
- Alagoas - Milena Lins
- Amapá - Mile Camargo
- Amazonas - Melina Maia
- Bahia - Raquel Castro
- Ceará - Laura Biral
- Distrito Federal - Suzy Cortez
- Espírito Santo - Flávia Assis
- Goiás - Priscila Rocha
- Maranhão - Fernanda Abraão
- Mato Grosso - Fernanda Paulino
- Mato Grosso do Sul - Nathalia Mendes
- Minas Gerais - Camila Gomes
- Pará - Berta Souza
- Paraíba - Débora Dantas
- Paraná - Thamara Amâncio
- Pernambuco - Débora Bindur
- Piauí - Claudia Pires
- Rio de Janeiro - Dani Sperle
- Rio Grande do Norte - Cris Moreno
- Rio Grande do Sul - Sabrina Boing Boing
- Rondônia - Jennifer Camacho
- Roraima - Isa Naaanah
- Santa Catarina - Luciane Hoepers
- São Paulo - Débora Oliver
- Sergipe - Daiana Nogueira
- Tocantins - Débora Danriu

### 2016
A vencedora da edição 2016 do Miss Bumbum Brasil foi Erika Canela, representando do estado da Bahia.
- Acre - Alexandra Morais
- Alagoas - Rachel Almeida
- Amapá - Luciana Beltrame
- Amazonas - Dany Orlenes
- Bahia - Erika Canela
- Ceará - Daiana Fegueredo
- Distrito Federal - Taty Mendes
- Espírito Santo - Nathalia Rios
- Goiás - Cléo Cadillac
- Maranhão - Cássia de Melo
- Mato Grosso - Natasha Morrone
- Mato Grosso do Sul - Nathalia Tamara
- Minas Gerais - Kelly Moura
- Pará - Ana Júlia
- Paraíba - Cibelli Ferraty
- Paraná - Débora Santos
- Pernambuco - Jenny Miranda
- Piauí - Beatriz Aguiar
- Rio de Janeiro - MC Sexy
- Rio Grande do Norte - Iza Bulhões
- Rio Grande do Sul - Pâmela Micheliny
- Rondônia - Eduarda Moraes
- Roraima - Bruna Ferraz
- Santa Catarina - Danny Morais
- São Paulo - Ana Paula Saad
- Sergipe - Laís Cruz
- Tocantins - Thaynna Saints

### 2017
A vencedora de 2017 foi Rosie Oliveira, representante do estado do Amazonas.
Liziane Gutierrez era representante do estado do Rio Grande do Norte, porém foi desclassificada por ter colocado silicone nos glúteos.
- Acre - Raissa Barbosa
- Alagoas - Bianka Cabral
- Amapá - Prisciany Romano
- Amazonas - Rosie Oliveira
- Bahia - Grazy Alves
- Ceará - Deyse Campos
- Distrito Federal - Gilliane Bonheur
- Espírito Santo - Ana Paula Rodrigues
- Goiás - Nayara Godoy
- Maranhão - Hellen Cristyan
- Mato Grosso - Lethycya de Paula
- Mato Grosso do Sul - Ítala Bruna
- Minas Gerais - Grasi Mattos
- Pará - Andressa Prata
- Paraíba - Ana Luiza Neves
- Paraná - Pietra Maia
- Pernambuco - Jane Ferreira
- Piauí - Séfora Arruda
- Rio de Janeiro - Suelen Vaz
- Rio Grande do Norte - Mariana Soares
- Rio Grande do Sul - Cinthia Pavanelli
- Rondônia - Vanessa Lima
- Roraima - Jeni Summers
- Santa Catarina - Rangel Carlos
- São Paulo - Gabriella Araújo
- Sergipe - Ioná Galvão
- Tocantins - Rúbia Machado

### 2018
A vencedora da edição de 2018 foi Ellen Santana, representante do estado de Rondônia.
- Acre - Arry Mucin
- Alagoas - Carol Lisboa
- Amapá - Cris Souza
- Amazonas - Paula Oliveira
- Bahia - Lady Oliveira
- Ceará - Luciane Schneider
- Distrito Federal - Flávia Tamaio
- Espírito Santo - Cássia Almeida
- Goiás - Juliana Oliveira
- Maranhão - Valéria Freitas
- Mato Grosso - Antonela Avellaneda
- Mato Grosso do Sul - Rafaela Oliveira
- Minas Gerais - Cida Alves
- Pará - Grazielly Costa
- Paraíba - Suelen Nóbrega
- Paraná - Débora Porto
- Pernambuco - Bárbara Luiza
- Piauí - Liane Nóbrega Melo
- Rio de Janeiro - Tamires Aaron
- Rio Grande do Norte - Giovanna Spinella
- Rio Grande do Sul - Aline Uva
- Rondônia - Ellen Santana
- Roraima - Cinthia Gomes
- Santa Catarina - Yasmin Albuquerque
- São Paulo - Wigna Motta
- Sergipe - Bruna Bac
- Tocantins - Daiane Mendes

### 2021
A vencedora da edição de 2021 foi Lunna LeBlanc, representante do estado de Minas Gerais.
- Acre - Rafaele Barbosa
- Alagoas - Priscila Beatrice
- Amapá -
- Amazonas - Cássia Mello
- Bahia - Vivi Lima
- Ceará - Ali Navratilova
- Distrito Federal - Polianna
- Espírito Santo - Josiane Freitas
- Goiás - Isabelle Campo
- Maranhão - Vanessa Lima
- Mato Grosso - Luana Luna
- Mato Grosso do Sul - Deia Cavalheiro
- Minas Gerais - Lunna LeBlanc
- Pará - Sãmella Vinter
- Paraíba - Taty Sindel
- Paraná - MC Bragança
- Pernambuco - Kéllyta Tharsys
- Piauí - Leila Dantas
- Rio de Janeiro - Lyna Jay
- Rio Grande do Norte - Rosie Leites
- Rio Grande do Sul - Mari Valents
- Rondônia - Carla Rodriguez
- Roraima - Juh Campos
- Santa Catarina - Suzana Simonet
- São Paulo - Vanusa Freitas
- Sergipe - Anandah Belly
- Tocantins - Camila Beck

### 2022
A vencedora da edição de 2022 foi Carolina Lekker, representante do estado do Acre.
- Acre - Carolina Lekker
- Alagoas - Karine Matielle
- Amapá - Vicência Nascimento
- Amazonas - Mayra Barbosa
- Bahia - Larissa Maximiano
- Ceará - Monique Magnani
- Distrito Federal - Denise Rocha
- Espírito Santo - Maya Dhurval
- Goiás - Dhessica Rodrigues
- Maranhão - Joyce Molina
- Mato Grosso - Laysa Padovani
- Mato Grosso do Sul - Karina Mauro
- Minas Gerais - Samea Soloni
- Pará - Dayane Reis
- Paraíba - Lívia Nayara
- Paraná - Michelly Martins
- Pernambuco - Rafaela Lyra
- Piauí - Graziele Nunes
- Rio de Janeiro - Geanne Lima
- Rio Grande do Norte - Thaynna Dantas
- Rio Grande do Sul - Juli Figueiró
- Rondônia - Jéssica de Oliveira
- Roraima - Day Chedré
- Santa Catarina - Ana Carolina Medeiros
- São Paulo - Luma Kardashian
- Sergipe - Ingrid Reis
- Tocantins - Kaszila Katrine

### 2024
A vencedora da edição de 2022 foi Bruna Dias, representante do estado da Paraíba.
- Acre - Carolina Lekker
- Alagoas - Karine Matielle
- Amapá - Stefani Fernandes
- Amazonas - Monique Magnani
- Bahia - Pâmella Michelinny
- Ceará - Sonia Maria
- Distrito Federal - Giovanna Lautier
- Espírito Santo - Jade Naiade
- Goiás - Débora Fantine
- Maranhão - Kananda Fidellis
- Mato Grosso - Iza Zanka
- Mato Grosso do Sul - Cristina Madureira
- Minas Gerais - Lucimara Costa
- Pará - Vivi Laube
- Paraíba - Bruna Dias Carlos
- Paraná - Michelly Martins
- Pernambuco - Alexia Dhein
- Piauí - Débora Gomes
- Rio de Janeiro - Patricia de Paula
- Rio Grande do Norte - Thaynna Dantas
- Rio Grande do Sul - Tiele Azambuja
- Rondônia - Karol Kiméshi
- Roraima - Thamires Bononi
- Santa Catarina - Alê Gaúcha
- São Paulo - Gabriela Menegazi
- Sergipe - Rafaela Dias
- Tocantins - Diandra Cox